# Луковый соус
Лу́ковый со́ус — соус, основным ингредиентом которого является лук. Имеет белый или коричневый цвет, при приготовлении могут использоваться несколько видов лука.

## Приготовление
Лук режут на ломтики или кубики. Затем готовят основу соуса — лук обжаривается в сливочном масле с мукой. К основе далее добавляются различные ингредиенты: сливки, молоко, томаты, куриный бульон, вино, пиво, лимонный сок, мука, соль, перец, кайенский перец, мускатный орех, горчица, шалфей и другие специи, зелень, грибы, орехи, панировочные сухари, бекон и другие. Смесь далее тушат до готовности. В некоторых рецептах лук обжаривают до различной степени золотистости.
Луковый соус подают ко многим блюдам, таким как картофель, горох, к мясу, например свинине, утке, кролику, баранине, и к печени, например телячьей. Луковый соус, приготовленный с панировочными сухарями, используют как начинку в различных блюдах из птицы, таких как гусь.

## В национальных кухнях
Во французской кухне хорошо известен луковый соус субиз.
Мирантон — французский луковый соус, в котором основой служит томатный соус.
Себолада — португальский луковый стью (соус, паста). Он используется в нескольких португальских блюдах.
В Нью-Йорке хот-доги производителя Sabrett ассоциируются с красным томатном соусом из лука под названием Sabrett Onions in Sauce. Это стандартная приправа во многих тележках для хот-догов марки Sabrett.